# بطين عرق الدسم (عفيف)
بطين عرق الدسم ( بطين العريق ) هي قرية تابعه لمحافظة عفيف التابعة لمنطقة الرياض وتبعد عن محافظة عفيف حوالي 70 كيلومتر (43 ميل) وتقع في الجزء الغربي من نفود عريق الدسم (نفود العريق) المحاذي لـ وادي المياه.